# Кишкунхалаш
Кишкунхалаш (мађ. Kiskunhalas) град је у Мађарској. Кишкунхалаш је четврти по величини град у оквиру жупаније Бач-Кишкун.
Град има 29.168 становника према подацима из 2008. године.
Град је познат по старој техници израде чипке, која је данас изложена у Музеју чипке.

## Географија
Град Кишкунхалаш се налази у јужном делу Мађарске, близу границе са Србијом. Од престонице Будимпеште град је удаљен око 130 километара јужно. Град се налази у средишњем делу Панонске низије, на северном ободу Телечке пешчаре.

## Становништво
По процени из 2017. у граду је живело 27.317 становника.
| 1990.  | 2001.  | 2011.  | 2017.  |
| ------ | ------ | ------ | ------ |
| 29.872 | 29.759 | 28.285 | 27.317 |

## Срби у месту
Током 18. и 19. века у граду "Халашу" су живеле неке трговачке православне породице попут Дамјановић, Димитријевић, Трандафил, Јовановић и Грек. Ради се о православним Србима и Грцима (Цинцарима). Најзначајнија је била породица Јовановић-Јоану-Јанош, а упамћена је као велики добротвор обе православне цркве у Сегедину. У оној Св. Николе о томе постоје и писани записи.
Почетком 21. века у Кишкунхалашу постоји старо реформаторско (калвинистичко) гробље где има појединачних православних споменика. Раније је постојала православна парцела у оквиру гробља, али код санације истог због стамбене градње она је изгубљена. Преостала су само три мермерна споменика и то породице Јовановић, који се пренети на североисточни део гробља. Два споменика су са епитафима на мађарском, а један на мађарско-грчком језику.

## Партнерски градови
- Кањижа
- Кронах
- Нови Сонч
- Свети Ђорђе
- Суботица
- Ајзкраукле
- Ходмезевашархељ

## Галерија
- Градска кућа Кишкунхалаша
- Реформатска црква
- Музеј чипке